# کویینز

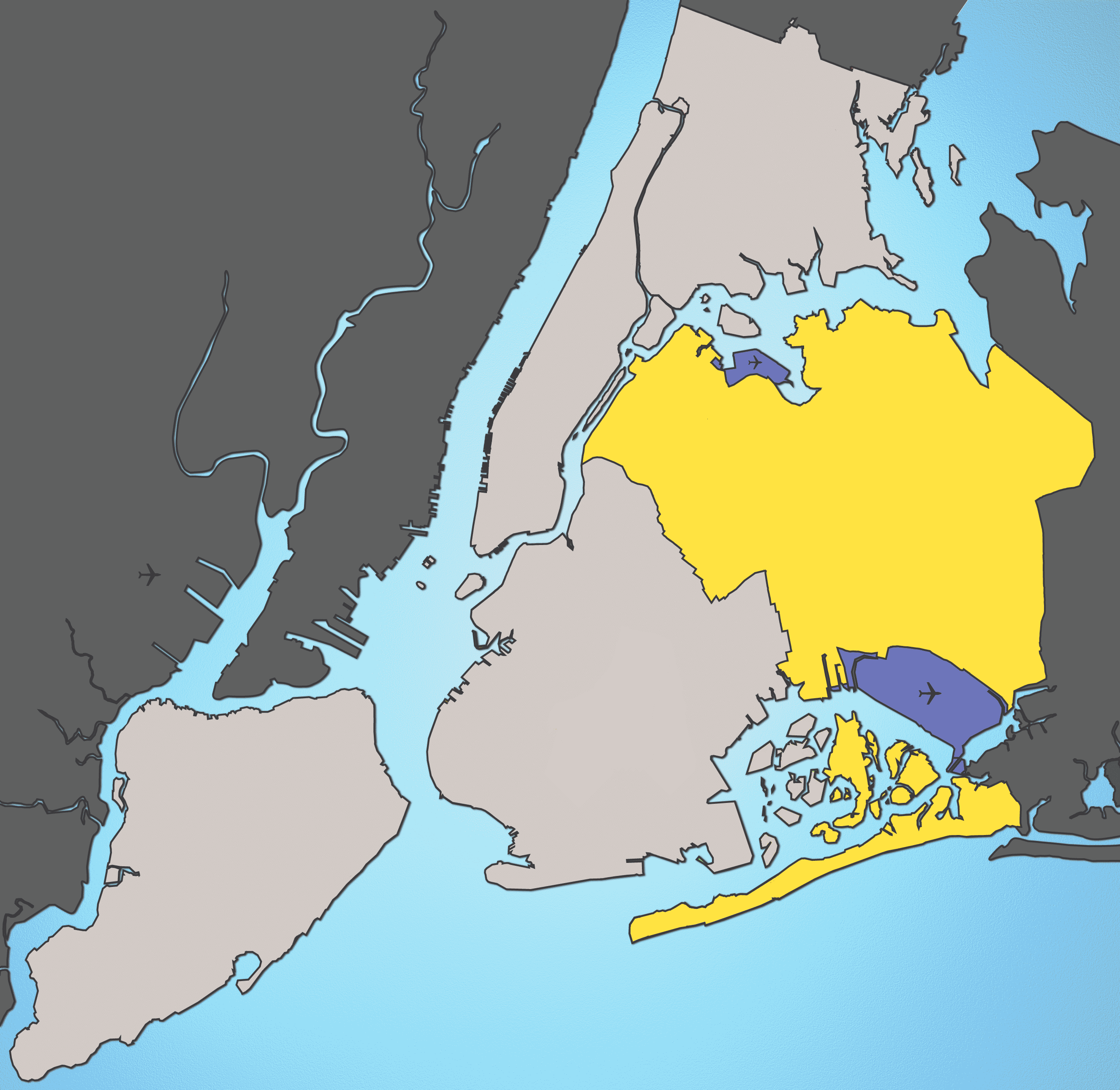
منطقه کوینز در این نقشه با رنگ زرد مشخص شده‌است.

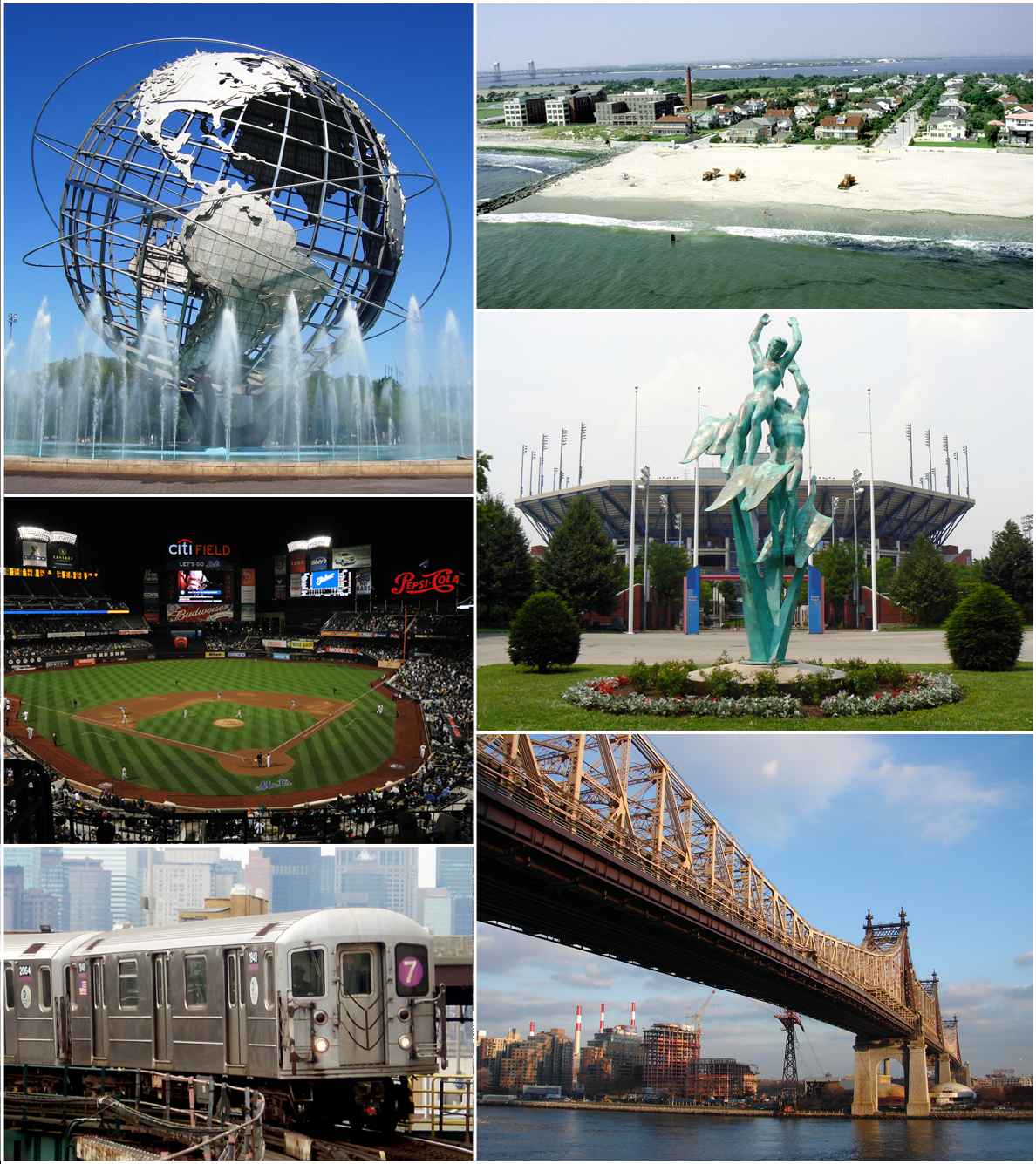

کویینز (به انگلیسی: Queens) یکی از مناطق پنج‌گانه شهر نیویورک و از لحاظ مساحت بزرگ‌ترین محله از محلات پنج‌گانه کلان‌شهر نیویورک است. دو فرودگاه بزرگ شهر نیویورک در محله کوینز قرار دارند. محل برگزاری مسابقات تنیس آزاد آمریکا که چهارمین و آخرین گرند اسلم سال می‌باشد در این منطقه از نیویورک واقع شده‌است.
منطقه کوینز از لحاظ آماری دارای بیشترین جمعیت مهاجر در سرتاسر ایالات متحده آمریکا است. تقریباً ۴۴٪ سکنه کوینز مهاجرین رنگین‌پوست از نقاط مختلف جهان هستند.

## نام
کویینز به معنی ملکه، یکی از مناطق پنج‌گانه نیویورک، به افتخار کاترین براگانزا نام‌گذاری شده بود. او زمانی که شهرستان کوئینز در سال ۱۶۸۳ میلادی تأسیس شد، ملکه همسر انگلستان، اسکاتلند و ایرلند بود.

## نگارخانه

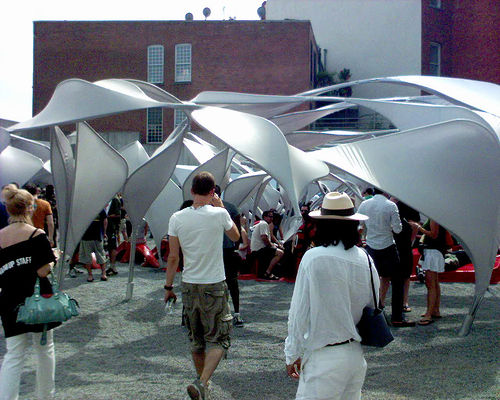
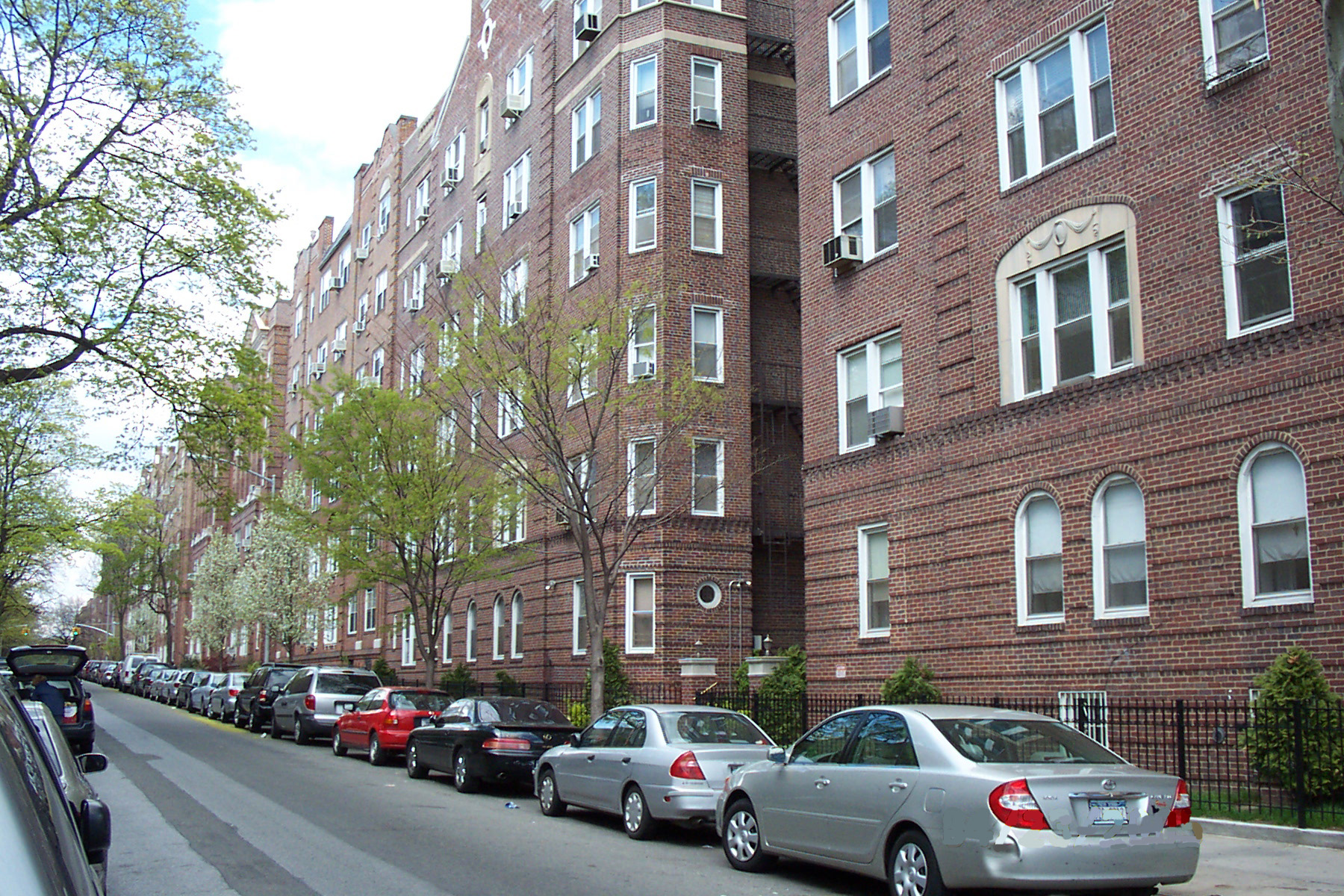
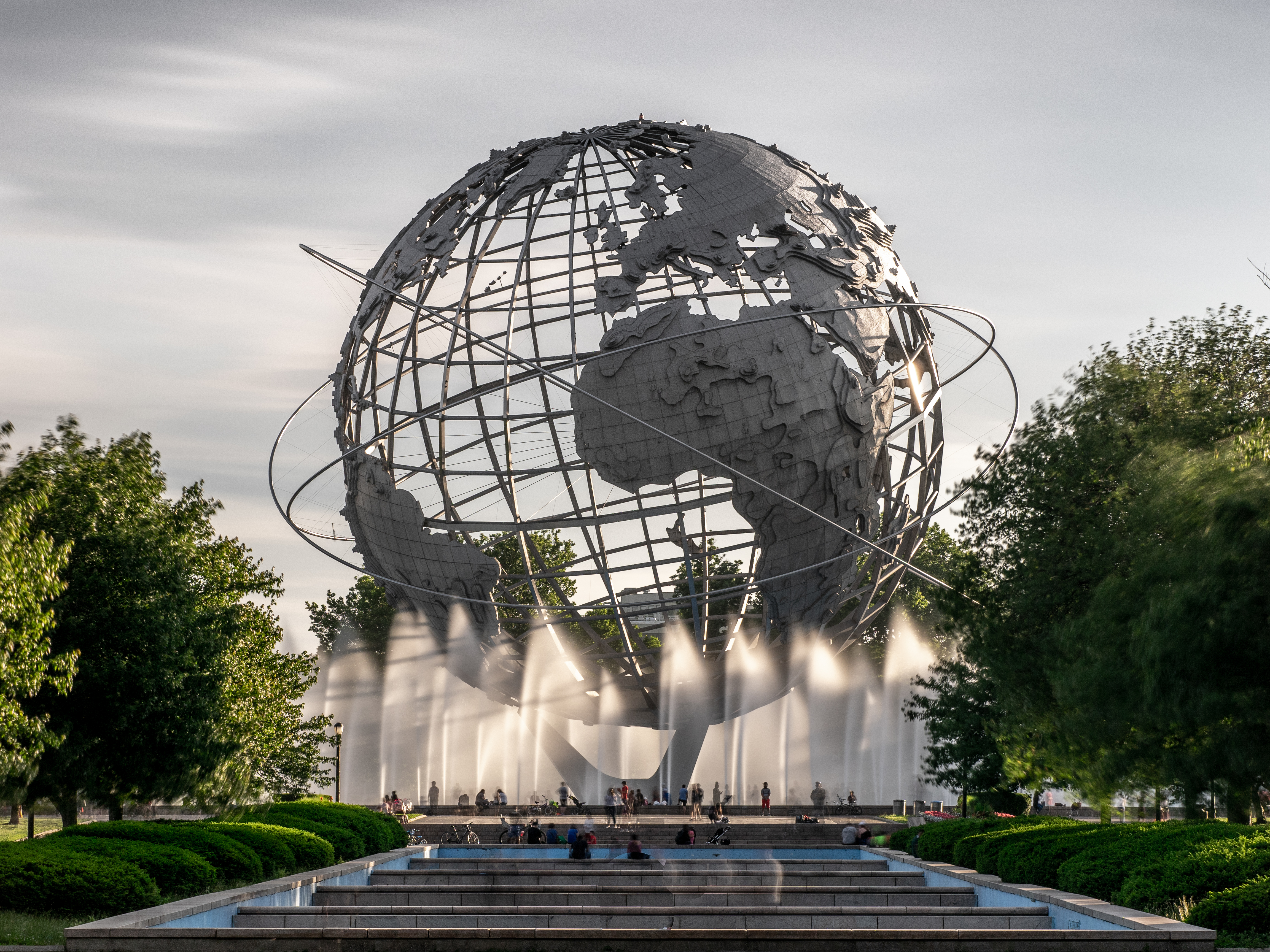
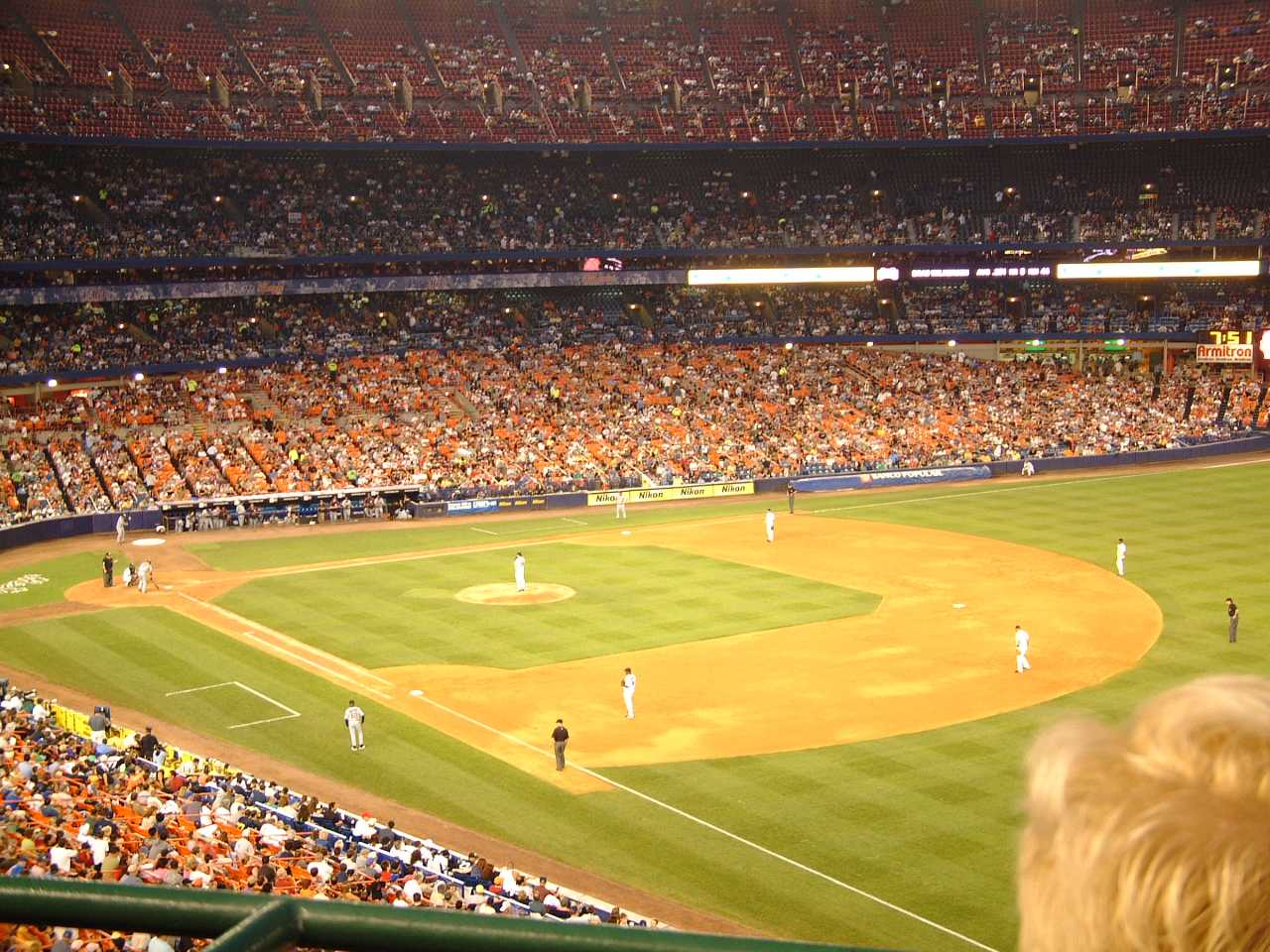